# Christian Etzdorf

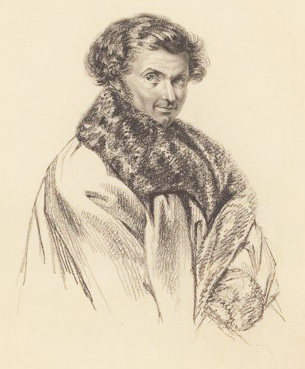
Christian Etzdorf

Johann Christian Michel Etzdorf (auch Ezdorf; * 28. Februar 1801 in Pößneck, Herzogtum Sachsen-Meiningen; † 18. Dezember 1851 in München) war ein deutscher Landschaftsmaler.

## Leben
Etzdorf studierte Landschaftsmalerei an der Akademie der Bildenden Künste München in München. Dort interessierte er sich insbesondere für die nahegelegene Alpenregion, die er nach Vorbildern der niederländischen Landschaftsmaler Allaert van Everdingen und Jacob van Ruisdael malte. 1824 reiste er mit einem Empfehlungsschreiben des norwegischen Landschaftsmalers Johan Christian Dahl nach Skandinavien. Er besuchte Norwegen, das Nordkap, Schweden, Island. Außerdem reiste er nach England.